# Ectomorphed Works
Ectomorhped Works jest to remix album grupy L’Arc-en-Ciel. Został wydany 28 czerwca 2000 r. Wszystkie remiksy zostały zrobione przez perkusistę zespołu - Yukihiro.

## Utwory
1. 	"Larva -Ectomorphed Long Mix-”    - 7:44
2. 	"Trick -New² Wave of Japanese Heavy Metal Mix-”   - 4:48
3. 	"Kasou -0628 Mix-” (花葬 -0628 Mix-)  - 5:09
4. 	"Fate -Everybody Knows But God Mix-”   - 6:27
5. 	"Shinshoku” ~Lose Control~ -Ectoborn Mix-” (浸食 ~lose control~ -Ectoborn Mix-)   - 5:59
6. 	"A Swell in the Sun -System in Chaos Mix-”   - 4:39
7. 	"L'Heure -Quiet Afternoon Mix-”    - 5:09
8. 	"Cradle -Down to the Moon Mix-”   - 7:21
9. 	"Shinjitsu to Gensou To -Out of the Reality Mix #2-” (真実と幻想と-Out of the Reality Mix #2-)  - 7:04
10. 	"Metropolis -Android Goes to Be a Deep Sleep Mix-”   - 9:59

## Twórcy
- Hyde – śpiew,
- Ken – gitara elektryczna
- Tetsu – gitara basowa, wokal wspierający
- Yukihiro – perkusja